# Plegafulles cap-ratllat
El plegafulles cap-ratllat (Thripadectes virgaticeps) és una espècie d'ocell de la família dels furnàrids (Furnariidae).

## Hàbitat i distribució
Habita el sotabosc de la selva humida de les muntanyes de Colòmbia, nord i oest de Veneçuela i oest i nord-est de l'Equador.